# فرانسیس گ. اسلاک
فرانسیس گ. اسلاک (انگلیسی: Francis G. Slack؛ زاده ۱ نوامبر ۱۸۹۷ درگذشته ۱۹۸۵) یک فیزیک‌دان بود.